# Krzywe Koło
Krzywe Koło is een plaats in het Poolse district  Gdański, woiwodschap Pommeren. De plaats maakt deel uit van de gemeente Suchy Dąb en telt 520 inwoners.